# Giorgio Lalle
Giorgio Lalle (Roma, Italia, 4 de marzo de 1957) es un nadador retirado especializado en pruebas de estilo braza. Fue medalla de plata en la prueba de 100 metros braza en el Campeonato Europeo de Natación de 1977.
Representó a Italia en los Juegos Olímpicos de Montreal 1976.

## Palmarés internacional
| Campeonato Europeo de Natación | Campeonato Europeo de Natación | Campeonato Europeo de Natación | Campeonato Europeo de Natación |
| Año                            | Lugar                          | Medalla                        | Prueba                         |
| ------------------------------ | ------------------------------ | ------------------------------ | ------------------------------ |
| 1977                           | Jönköping ( Suecia)            | Medalla de plata               | 100 m braza                    |